# Oleoylchlorid
Oleoylchlorid ist eine organische Verbindung, konkret das Carbonsäurechlorid der Ölsäure.

## Herstellung
Oleoylchlorid kann durch Reaktion von Ölsäure beispielsweise mit Thionylchlorid oder Phosphortrichlorid hergestellt werden. Die besten Ausbeuten werden mit Oxalylchlorid in Benzol oder Tetrachlormethan erzielt.

## Reaktionen und Verwendung
Oleoylchlorid kann verwendet werden, um andere Derivate der Ölsäure herzustellen. Dazu gehören N-Oleoylderivate von Aminosäuren, die durch Schotten-Baumann-Reaktion hergestellt werden können und sich als Tenside eignen, sowie Cyanolipide mit Ölsäureresten. Auch zur Modifikation von Rapsprotein mit Ölsäureresten wurde es verwendet; diese eignen sich möglicherweise als Emulgatoren oder Schaumbildungsmittel. Andere Materialien, die mit Oleoylchlorid modifiziert werden können, sind Chitosan und Baumwolle. Daneben wurde es in einer experimentellen Recycling-Methode für Polyethylenterephthalat (PET) verwendet. Dazu wurde das PET zunächst mit Ethylenglycol zu Oligomeren umgesetzt, diese mit Oleoylchlorid verestert und die so eingeführten Doppelbindungen durch Vulkanisation vernetzt.